# ホワイト島 (フィリピン)
ホワイト島（ホワイトとう、英語: White Island）は、フィリピンカミギン州のマンバジャオ北岸から約1.4キロメートル (0.87 mi)離れた無人の砂州。島は、絶えず面積や形状が変わるが、概して蹄鉄型である。木や遮るものは何もなく専ら白い砂だけで構成されている。

## アクセス
ホワイト島には毎年多くの観光客が訪れる。島にはアゴホ集落から訪問することができる。島に面したいずれの海辺のリゾート地でも小型ボートを借りることができる。

## ギャラリー

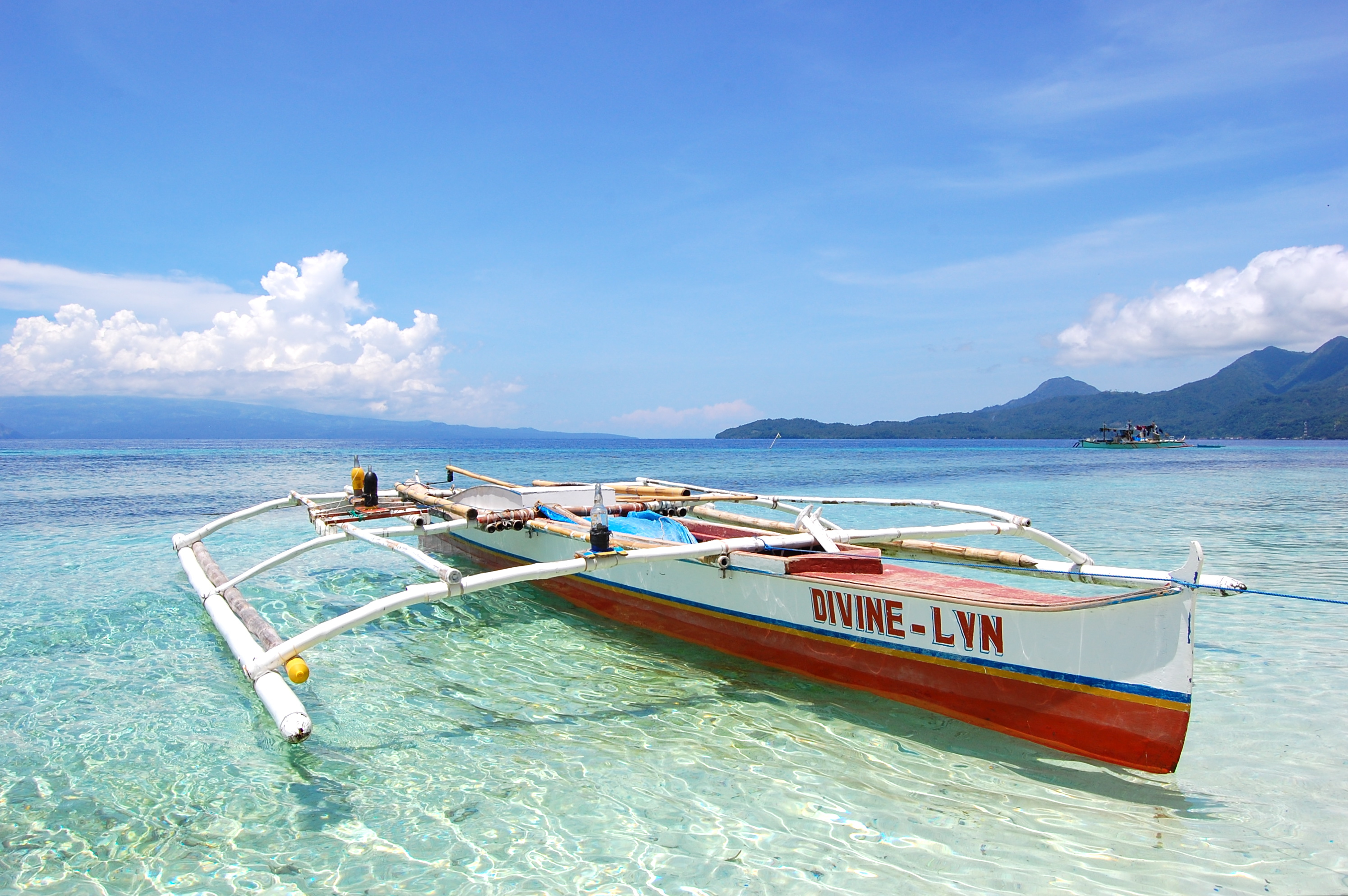
ホワイト島の透き通った海とアウトリガーカヌー
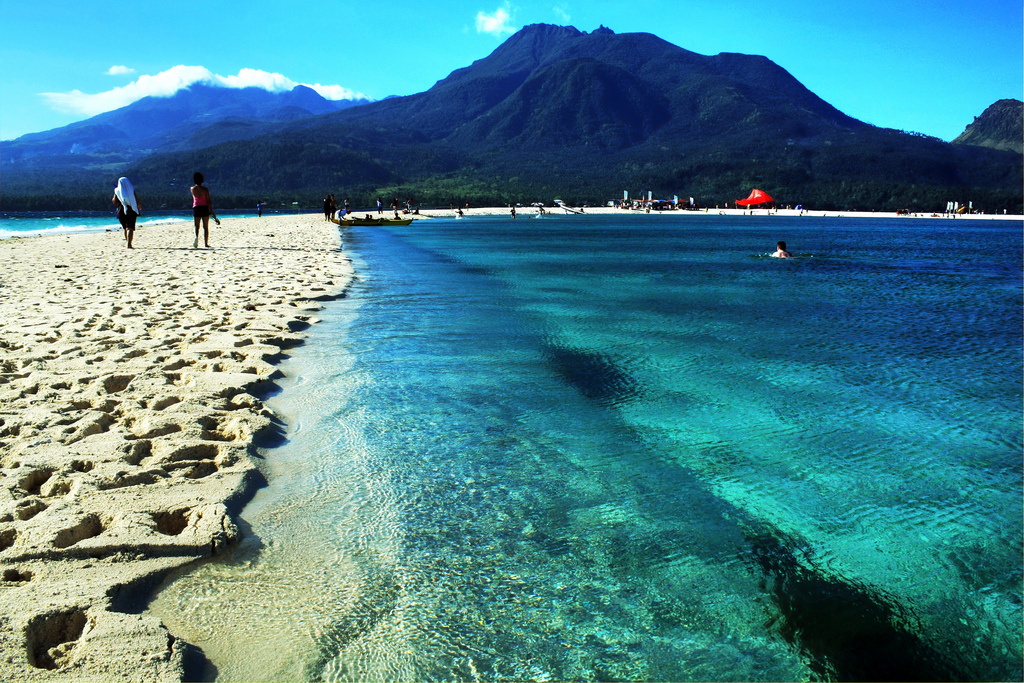
ホワイト島の海岸線

## 脚註
1. ↑  "Landmarks and Tourist Attractions". Camiguin: A Tropical Paradise. Retrieved on 2011-08-04.
2. ↑  "White Island". Visayan Silent Gardens. Retrieved on 2011-08-04.